# Димитар Ґешов
Димитар Ґешов (болг. Димитър Гешов); нар. 14 вересня 1860, Свиштов — пом. 8 січня 1922, Софія — болгарський військовик, генерал піхоти (1919).

## Біографія
Народився 14 вересня 1860 в місті Свіштов, добровольцем брав участь у Російсько-турецькій війні (1877—1878). Військову освіту одержав в Одеському юнкерському училищі. Після цього повернувся до Болгарії і почав службу в болгарській армії.
Під час Сербсько-болгарської війни командував ротою. Брав участь в боях при Пироті і Брезнику. 1902 призначається командиром піхотного полку, а з 1903 — командиром піхотної бригади.
У Першій Балканській війні командував бригадою і особливо відзначився в боях з турками, після чого призначений командиром 2-ї піхотної дивізії, з якою також брав участь в боях при Смоляні. У Другій Балканській війні брав участь в боях при Кріволаке.
Після вступу Болгарії в Першу світову війну, успішно командував дивізією в боях при Кріволаке, Дойрані і на Салонікському фронті. У грудні 1916 його призначають командувачем 1-ї болгарської армієї. На початку 1918 через хворобу зміщений з поста командувача армії і направлений на тилову службу. Після закінчення Першої світової війни став інспектором прикордонних військ і в 1919 вийшов у відставку. Помер в Софії 8 січня 1922.

## Нагороди
- Орден «За хоробрість» III ступеня
- Орден «Святий Олександр» II ступеня, IV і V ступеня
- Орден «За військові заслуги» I, II, III і IV ступеня
- Орден «За заслуги»
- Німецький орден «Залізний хрест» I і II ступеня